# Drucilla Cornell
Pour les articles homonymes, voir Cornell.
Drucilla Cornell, née le 16 juin 1950 et morte le 12 décembre 2022, est une universitaire américaine, professeure de sciences politiques, littérature comparée et Women's Studies. Apparentées à la méthode dite « de déconstruction », ses recherches sont principalement orientées vers les questions liées au genre, au féminisme, et à la sexualité. Après avoir enseigné à l'université de Pretoria, au Birkbeck College et à l'université de Londres, elle travaille à l'université Rutgers.

## Ouvrages
- (en) Beyond Accommodation : Ethical Feminism, Deconstruction and the Law, 1991.
- (en) The Philosophy of the Limit, 1992.
- (en) Transformations : Recollective Imagination and Sexual Difference, 1993.
- (en) The Imaginary Domain : Abortion, Pornography, and Sexual Harassment, 1995.
- (en) At the Heart of Freedom : Feminism, Sex, and Equality, 1998.
- (en) Just Cause: Freedom, Identity, and Rights, 2000.
- (en) Feminism and Pornography, 2000.
- (en) Between Women and Generations: Legacies of Dignity, 2002.
- (en) Defending Ideals : War, Democracy, and Political Struggles, 2004.
- (en) Moral Images of Freedom : A Future for Critical Theory, 2004.
- (en) Clint Eastwood and Issues of American Masculinity, 2009.
- (en) Symbolic Forms for a New Humanity : Cultural and Racial Reconfigurations of Critical Theory, 2010.

## Source
- (en) Cet article est partiellement ou en totalité issu de l’article de Wikipédia en anglais intitulé « Drucilla Cornell » (voir la liste des auteurs).